# Wazalendo
Wazalendo (Swahili für „Patrioten“) oder Force de l’éveil patriotique pour la libération du Congo (EPLC) ist eine Koalition von Milizen, die in der Provinz Nord-Kivu im Osten der Demokratischen Republik Kongo aktiv ist. Wazalendo arbeitet als irreguläre Truppe mit den kongolesischen Streitkräften (Forces Armées de la République Démocratique du Congo, kurz FARDC) im Kampf gegen die militante Bewegung 23. März (M23) zusammen.

## Zusammensetzung
Zu Wazalendo zählen unter anderem die Alliance des patriotes pour un Congo libre et souverain (APCLS), Nduma Défense du Congo-Rénové (NDC-R), Collectif des Mouvements pour le Changement (CMC), Mouvement Patriotique d’Autodéfense (MPA), und Nyatura-Gruppen sowie Teile der ruandischen Rebellengruppe Forces Démocratiques de Libération du Rwanda (FDLR). Einige der jeweiligen Kommandeure stehen unter internationalen Sanktionen. So steht zum Beispiel der Anführer der NDC-R Guidon Shimiray Mwissa unter anderem für den Kampfeinsatz von Kindersoldaten und Menschenrechtsverletzungen seit 1. Januar 2018  auf der Sanktionsliste des Sicherheitsrats der Vereinten Nationen.

## Geschichte
Die Kooperation mit der FARDC wurde bei einem geheimen Treffen am 8. bis 9. Mai 2022 im Ort Pinga in Nord-Kivu vereinbart. Als die M23 im November 2022 auf die am Kiwusee an der Grenze zu Ruanda gelegene Provinzhauptstadt und Millionenstadt Goma vorrückte, um diese einzunehmen, rief Präsident Félix Tshisekedi die Öffentlichkeit zur Bildung von „Bürgergruppen gegen die Expansionsambitionen“ der Rebellenbewegung M23 auf, woraufhin sowohl die FARDC als auch die Milizen Zulauf erhielten. Am 3. September 2023 legalisierte ein Dekret einen Entwurf vom 22. Mai 2023 und damit die Präsenz von Milizen als Réserve Armée de la Défense innerhalb der FARDC.
Vor den Wahlen 2023 riefen mehrere Wazalendo-Gruppen dazu auf, für Tshisekedis Wiederwahl zu stimmen.